# Baritcsoport
A baritcsoport a VI.Szulfátok és rokon vegyületek ásványosztály, vízmentes szulfátok alosztályának rombos formában kristályosodó önálló ásványcsoportja. Általános kémiai képletük: ASO4, ahol A=Ba, Pb, Se, és Sr illetve ezek kombinációja.

## A baritcsoport tagjai
- Anglesit. PbSO4.
- Barit. BaSO4.
- Cölesztin. SrSO4.

Hashemit. Ba(Cr,S)O4).
- Sűrűsége: 4,59 g/cm³.
- Keménysége: 3,5 (a Mohs-féle keménységi skála szerint).
- Színe: sötétzöldes, sárgásbarna, barna.
- Fénye: gyémántfényű.
- Porszíne: barnásfehér.
- Gyakori összetétele:
  - Bárium (Ba) =55,3%
  - Króm (Cr) =15,7%
  - Kén (S) =3,2%
  - Oxigén (O) =25,8%

Kerstenit. PbSeO4.
- Sűrűsége: 7,08 g/cm³.
- Keménysége: 3,5 (a Mohs-féle keménységi skála szerint).
- Színe: színtelen, zöldessárga, sárga.
- Fénye: üvegfényű.
- Porszíne: fehér.
- Gyakori összetétele:
  - Ólom (Pb) =59,2%
  - Szelén (Se) =22,5%
  - Oxigén (O) =18,3%

Olsachherit. Pb2(SeO4)(SO4).
- Sűrűsége: 6,55 g/cm³.
- Keménysége: 3,0-3,5 (a Mohs-féle keménységi skála szerint).
- Színe: színtelen.
- Fénye: üvegfényű.
- Porszíne: fehér.
- Gyakori összetétele:
  - Ólom (Pb) =63,4%
  - Szelén (Se) =12,1%
  - Kén (S) =4,9%
  - Oxigén (O) =19,6%